# Greenwoodochromis
Genre
Le genre Greenwoodochromis regroupe deux espèces de poissons appartenant à la famille des Cichlidae. Ces deux espèces sont endémiques du lac Tanganyika en Afrique.

## Liste des espèces
Selon FishBase (24 janv. 2017) :
- Greenwoodochromis bellcrossi (Poll, 1976)
- Greenwoodochromis christyi (Trewavas, 1953)